# Ад-Дали, Абдельазиз
Абдельазиз Абдо Мухаммед ад-Дали (англ. al-Dali, Abdul-Aziz Abdo Mohammed, род. 1937 г.) — южнойеменский политический и государственный деятель, министр иностранных дел.

## Биография
Политической деятельностью занят с середины 1950-х годов. В 1963 году, когда был основан Национальный фронт за освобождение Южного Йемена (НФО), стал его членом. После того как 14 октября 1963 г. НФО объявил о начале революции за освобождение Южного Йемена от британского колониального правления, стал профессиональным революционером.
После создания в 1967 году независимого государства Народная Демократическая Республика Йемен работал в системе министерства здравоохранения. В 1969—1977 годах министр здравоохранения.
В 1977—1981 годах Чрезвычайный и полномочный посол в СССР.

Длительное время был председателем правления Общества дружбы с народами зарубежных стран, а также председателем Общества Красного Полумесяца.
С 1980 года член ЦК Йеменской Социалистической Партии (ЙСП).

С мая 1984 года член Политбюро ЦК ЙСП.
С сентября 1982 года министр иностранных дел НДРЙ.
Во время январских событий 1986 года находился за границей.